# Sabotaje de Tarnac
El sabotaje de Tarnac tuvo lugar la noche del 7 al 8 de noviembre de 2008 en la localidad francesa de Tarnac. Según la instrucción del caso, Julien Coupat y su pareja dieron un paseo en coche y jugaron al gato y al ratón con los coches de policía que les seguían. Su viaje incluyó una parada de veinte minutos en Dhuisy, en el departamento de Seine-et-Marne, según sus declaraciones para tener una sesión de sexo en el vehículo. El coche estaba aparcado cerca de una catenaria del tren de alta velocidad (TGV) en la que se realizaban trabajos de montaje. Como resultado del sabotaje, se paralizó la red de trenes TGV.
El 11 de noviembre, miembros de la Gendarmería registraron la granja en Tarnac donde Coupat vivía y arrestaron a nueve residentes, supuestamente en relación con el sabotaje de la red ferroviaria. Cuatro de los nueve fueron liberados el 15 de noviembre, bajo supervisión judicial. Tres más fueron puestos en libertad el 2 de diciembre, y el penúltimo, Levy, en enero de 2009. Coupat permaneció en prisión hasta el 28 de mayo de 2009, cuando fue puesto en libertad bajo fianza, con instrucciones de permanecer en la región de París y sin ningún contacto con los otros ocho arrestados. Las personas arrestadas fueron acusadas por la ministra del Interior Michèle Alliot-Marie de pertenecer a un grupúsculo « de extrema izquierda, anarco-autónomo ». Thierry Fragnoli fue el juez encargado del caso.

## Cronología
Cuatro días después de su detención, el 15 de noviembre de 2008, Julien Coupat fue acusado de los siguientes delitos: « dirección de grupo con intención terrorista », « asociación de malhechores en relación con un atentado terrorista » y « asociación ilícita en relación con un atentado terrorista ». Fue llevado a prisión preventiva junto a otros cuatro sospechosos, mientras que otras cuatro personas fueron puestas en libertad con seguimiento judicial. Tres de las personas arrestadas junto a Julien Coupat fueron puestas en libertad el 2 de diciembre de 2008. Según un artículo de la revista L'Express, el coche de Julien Coupat y de su compañera, Yildune Lévy, seguido por la policía en la noche del 7 al 8 de noviembre de 2008, se habría parado 20 minutos en Dhuisy, Seine-et-Marne, junto a la vía TGV, donde una línea de acero corrugado de la catenaria fue cortada y provocó un cortocircuito que impidió el paso una hora más tarde del primer tren de la jornada, a las cinco de la mañana. La información estaba contenida en un informe de la policía antiterrorista datado el 15 de noviembre. Tras negarse reiteradamente la libertad a los detenidos, la prensa se hizo eco del escándalo judicial. El 16 de abril, el diario Liberación habla de « fiasco judicial ». El 25 de mayo, el diario Le Monde afirma que no hay elementos de prueba ni confesión.
En junio de 2009, Julien Coupat y su compañera Yildune Lévy deciden casarse.

## Controversia
Como reacción a las detenciones, se creó un « Comité de apoyo a los inculpados de Tarnac », y su abogada denunció un « fiasco politico-judicial » al someterse a la jurisdicción antiterrorista. El 25 de mayo de 2009, Le Monde publica una larga entrevista con Julien Coupat en la que afirma que la prolongación de su detención « es una pequeña venganza ». El Figaro subraya de su lado « un texto imprimido de situationnisme, de abogados,, de los parientes de los prevenidos, de periodistas, de policiales y de gendarmes.
Le Canard enchaîné sugiere que esta lucha a buena cuenta contra un supuesto enemigo interior permite hacer olvidar la impotencia del gobierno francés frente a los nacionalistas corsos y añade : « la prisa con la cual este grupo ha sido supuesto culpable y asimilado a la banda a Baader, a Acción Directa, incluso a Osama bin Laden, atestigua de una extraña confusión cuya no pueden alegrarse que las terroristas, los verdaderos ».

### Reacciones políticas
Los Verdes fueron el primer partido político en reaccionar ante el escándalo. Cécile Duflot, secretaria nacional de Los Verdes, denunció una « operación desproporcionada carente de pruebas formales y con gran ruido mediático ». Al mismo tiempo, el eurodiputado Daniel Cohn-Bendit aparece en Liberation y denuncia una « construcción ideológica peligrosa » por parte de la ministra del Interior.
Dominique Voynet, tras haber visitado a finales de diciembre de 2008 a Julien Coupat en la Prisión de La Santé, denunció « las condiciones de la interpelación, la calificación inverosímil de los hechos, así como la duración de la detención provisional ». El 11 de diciembre, en una rueda de prensa celebrada en la Asamblea Nacional, los diputados Patrick Braouzec (PCF), Noël Mamère (PCF), Martine Billard (Los Verdes) y la senadora Bernadette Bourzai (PS) airean su malestar. También Martine Aubry pide la presunción de inocencia ante el escándalo. El 15 de enero, François Hollande se posiciona a favor del examen exhaustivo del caso y denuncia « la histeria secular » ante un posible caso de terrorismo. El 17 de enero de 2009, el diputado André Vallini pone en cuestión la actuación judicial. Jean-Claude Marin, fiscal de la República, defendió las actuaciones.

## Proceso
El viernes 7 de agosto de 2015, la magistrada instructora Jeanne Duyé envió a ocho miembros del grupo, incluido Julien Coupat, a un tribunal penal, manteniendo solo el cargo de "asociación criminal" contra Julien Coupat y otros tres implicados. Se retiró el cargo de terrorismo. La fiscalía apeló contra esta decisión.
Según un editorial del periódico Le Monde : 

De manière logique, la décision de la juge tire le bilan piteux d’une enquête erratique, confuse et lacunaire. Le seul fait concret retenu est la pose d’un crochet sur une caténaire. Mais il n’y a ni flagrant délit, ni preuves, ni aveux que Julien Coupat et sa compagne, directement mis en cause, ont participé à ce sabotage. En outre, les experts admettent que cet acte de malveillance ne menaçait en rien des personnes. Quant à l’enquête, elle a mis au jour bien des irrégularités et des incohérences, opportunément couvertes par le secret défense, au point de jeter le doute, voire le discrédit, sur les méthodes de la DCRI.

La sala de instrucción del tribunal de apelación de París confirmó el 28 de junio de 2016 la sentencia primera. Recurrida en casación, fue examinada el 13 de diciembre de 2016. El 10 de enero de 2017, la Corte de casación rechazó definitivamente la calificación de terrorismo. En marzo de 2018, el asunto pasó a un tribunal correccional de París. El 12 de abril de 2018, Julien Coupat y Yldune Lévy fueron eximidos por el Tribunal correccional de París de todos los cargos de imputación, salvo el de negarse a la identificación biológica. Sin embargo, fueron dispensados de pena.